# 竜巻

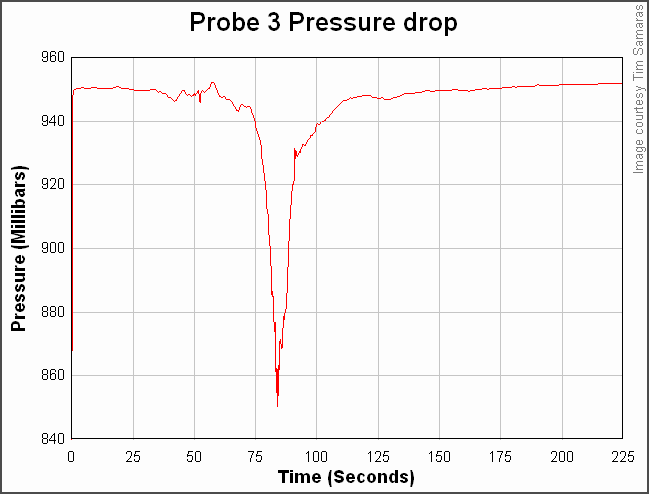
850ヘクトパスカルを記録した竜巻通過時の気圧変化。わずか数十秒間で100ヘクトパスカルもの急激な低下が起こり、すぐに元に戻った。アメリカ サウスダコタ州 マンチェスター、2003年6月24日（PD US NOAA）

竜巻（たつまき、旧字体：龍󠄂卷、英語、ドイツ語、スペイン語：Tornado）は、積乱雲の下で雲から地上へと細長く延びる高速な渦巻き状の上昇気流。トルネードとも呼ばれる。ハリケーンや台風と混同されやすいが、それらとは全く異なる。

## 概要
突風の一種で、規模が小さく寿命が短い割に、猛烈な風を伴うのが特徴。地上で強い竜巻が発生すると、暴風によって森林や建物などに甚大な被害をもたらすことがあり、災害をもたらす典型的な気象現象の一つとされている。
竜巻の水平規模は平均で直径数十メートル、大規模なものでは直径数百メートルから千メートル以上に及ぶ。その中心部では猛烈な風が吹き、ときには鉄筋コンクリートや鉄骨の建物をも一瞬で崩壊させ、人間を含む動物や植物、大型の自動車なども空中に巻き上げてしまうことがある。1ヶ所に停滞するものもあるが、多くは積乱雲と共に移動する。その移動速度は様々で、まれに100キロメートル毎時を超えることもある。
竜巻は、台風・熱帯低気圧や温帯低気圧に比べてはるかに局地的であるため、気象観測施設上を通過することが希であり、中心の気圧を実測した例はほとんどない。わずかな観測例から、中規模のもので950ヘクトパスカル程度と考えられる。なお、F4規模のトルネードでは、2003年、アメリカ・サウスダコタ州において850ヘクトパスカルの観測報告がある（右図参照）。

## 竜巻の定義と種類

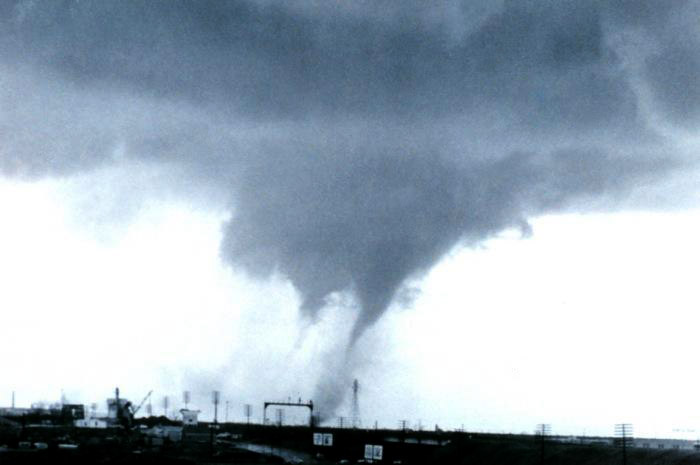
多重渦竜巻、1957年 アメリカ テキサス州 ダラス

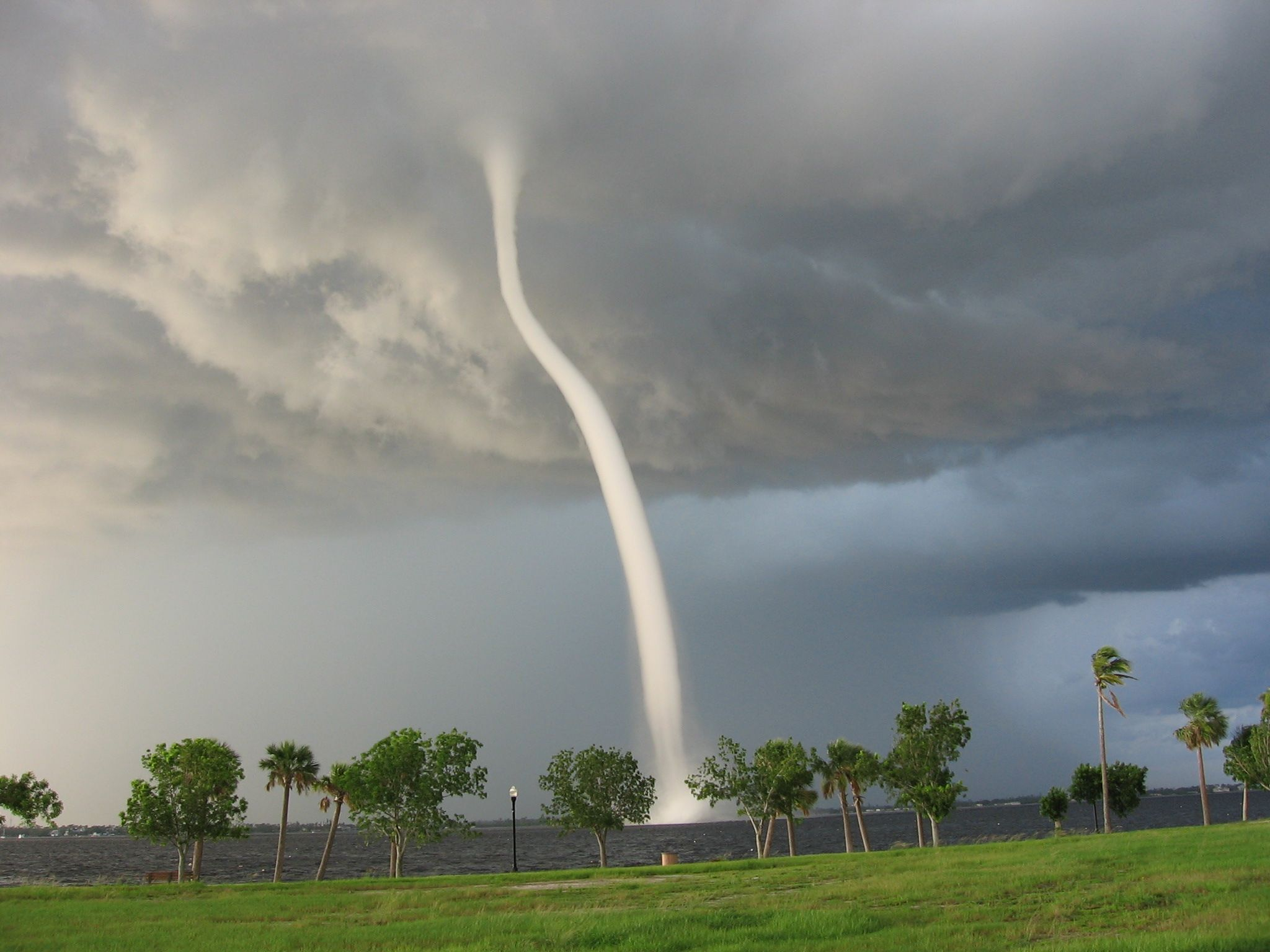
水上竜巻、2005年7月 アメリカ フロリダ州 プンタゴルダ

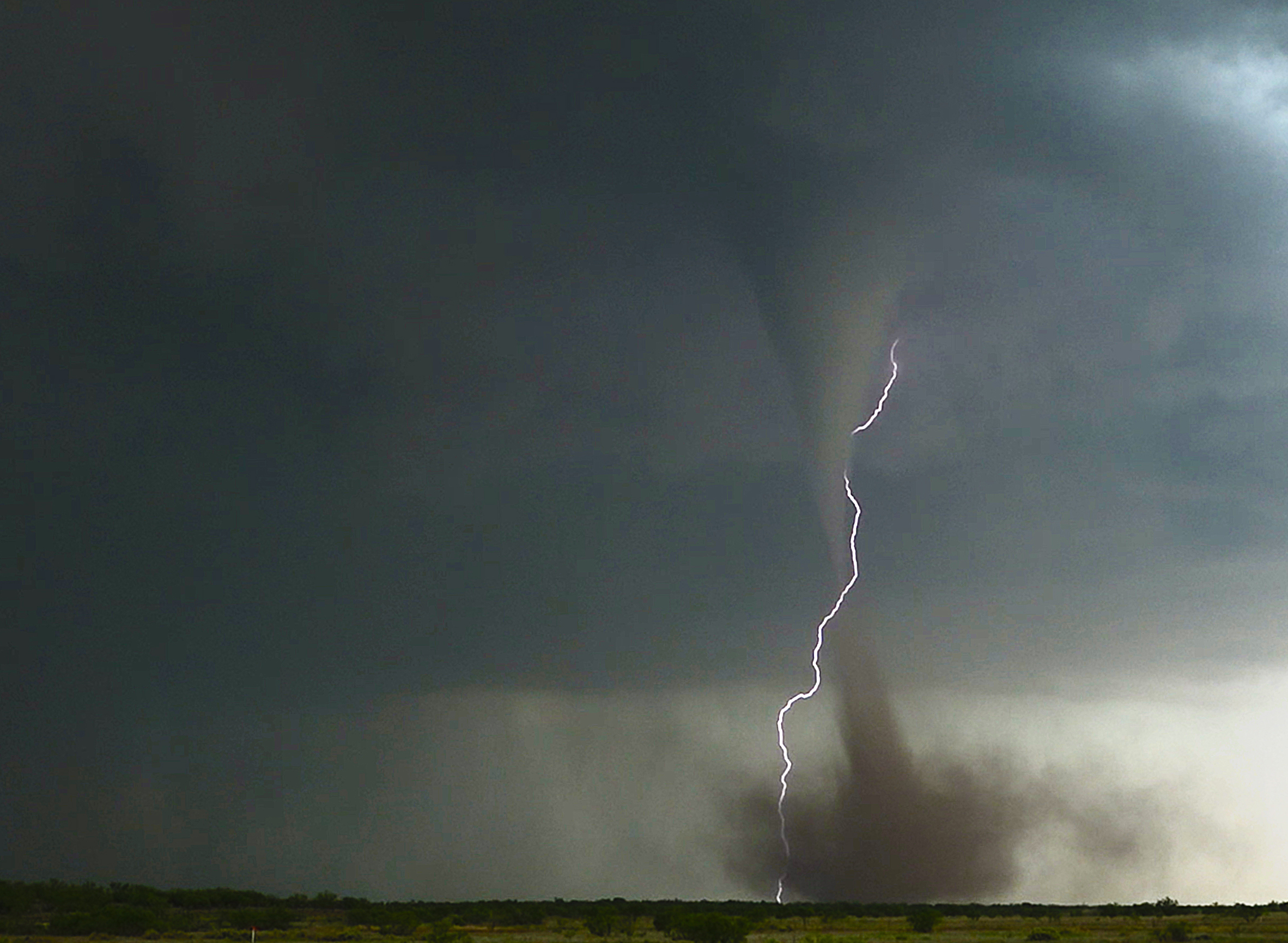
雷を伴う、珍しい逆回転性の竜巻。

竜巻とは、発達した積乱雲で上昇気流を伴う高速の渦巻きが発生し、それが地上付近にまで伸びたものだとされる。気象庁の定義は「激しい空気の渦巻で、大きな積乱雲の底から漏斗状に雲が垂れ下がり、陸上では巻き上がる砂塵、海上では水柱を伴う」。
なお、研究機関によっては、気流の渦巻きが地面に接していないものは竜巻に含めない場合がある。「地面に接したもの」というのは、目に見える漏斗雲が地面に接したものという意味ではなく、目に見えなくても気流の渦巻きが地面に達したものを意味する。そのため、この定義において、竜巻でないのは「空中竜巻」のみであり、「陸上竜巻」などは竜巻に含まれる。ただし、一般的には、地上に達しないものも含めることが多い。
多くの地域では、竜巻を「竜巻」という表現でひとくくりにすることが多いが、特にアメリカを中心にして、学術的に竜巻はいくつかの種類に分類されている。
多重渦竜巻（multiple vortex tornado）
複数の渦がまとまって活動する竜巻群。やや大きな竜巻（親渦）の周囲を小さな竜巻が回転することがある。
衛星竜巻（satellite tornado）
大規模な竜巻の周囲にできる竜巻。多重渦竜巻とは異なり、構造的には独立した竜巻であるが、勢力は弱いことが多い。
水上竜巻（waterspout）、海上竜巻、シースパウト（seaspout）
海上で発生する竜巻。「竜巻」だけではなく、海上の「チューブ状砂塵竜巻」や「塵旋風」もランドスパウトに含められることがある。
陸上竜巻、ランドスパウト（landspout）
水上竜巻と対比して、陸上で発生する竜巻とされることが多い。アメリカ国立気象局（NWS）ではチューブ状砂塵竜巻（dust-tube tornado）としており、地上付近では漏斗雲が見えない代わりにチューブ上の砂塵が渦を巻いている竜巻の事を指す。地上に達しない竜巻によりできることもある。
空中竜巻（funnel aloft）
渦巻きの下端が空中に存在し、地上や水上に達していない竜巻。「竜巻」に含めない場合もあるが、構造やメカニズムは竜巻と同じである。

### 類似の現象
竜巻と類似の現象も数多く存在する。学術的にはこれらは竜巻とはまったく異なるものであるが、一般的にはその形状などから「竜巻」と呼ばれることも多い。
塵旋風（dust devil）
学校の運動場や荒地などに発生するつむじ風（辻風）が、まれにテントや椅子を巻き上げるほど大規模なものに発達することがある。これは塵旋風と言って竜巻とは別物であるが、竜巻と誤認されることが多い（両者の定義と違いは塵旋風#定義を参照のこと）。塵旋風は地表熱に熱せられ渦が強化される現象だが、竜巻は小規模であっても積乱雲から発生する。
冬季水上竜巻（winter waterspout）
冬季に、暖かい水面と非常に冷たい空気が接し、発生する現象。冬季の日本海などで気団変質に伴って発生することが多い。竜巻とは形状や構造が似ているが、母雲が無くても発生し、メカニズムは異なる。蒸気旋風(steam devil)の一種。
ガストネード（gustnado）
突風性の旋風。ダウンバーストに上昇気流が付加されたもの。発達した積乱雲があり大気の状態が不安定という、竜巻と同様の条件下で発生するが、メカニズムも形状も塵旋風に近い。
火災旋風
火災による熱や強風などにより発生する旋風で、関東大震災の時には大きな被害をもたらした。
漏斗雲
竜巻に付随する漏斗雲もあるが、竜巻とは関係のない漏斗雲もある。寒気の渦巻きによるものなどがあり、形状もメカニズムも竜巻と類似している。
積乱雲を伴った荒天の際に発生する局地的突風として、竜巻のほかに、ダウンバースト（マイクロバースト）がある。両者は類似点が多いが、大きな違いとして、竜巻は被害範囲が移動経路と一致して不規則な曲線状に伸び、風向は不規則ながら竜巻の中心を向いているのに対し、ダウンバーストは面状に広がり、風向もある点を中心に放射状に外向きに分布することが挙げられる。また、ダウンバーストでも異様な形の雲が観測されるが、漏斗の形であることはまずない。こういったことから、局地的な突風が発生した際に、竜巻とダウンバーストのどちらであるかを判断する。

## 発生のメカニズム

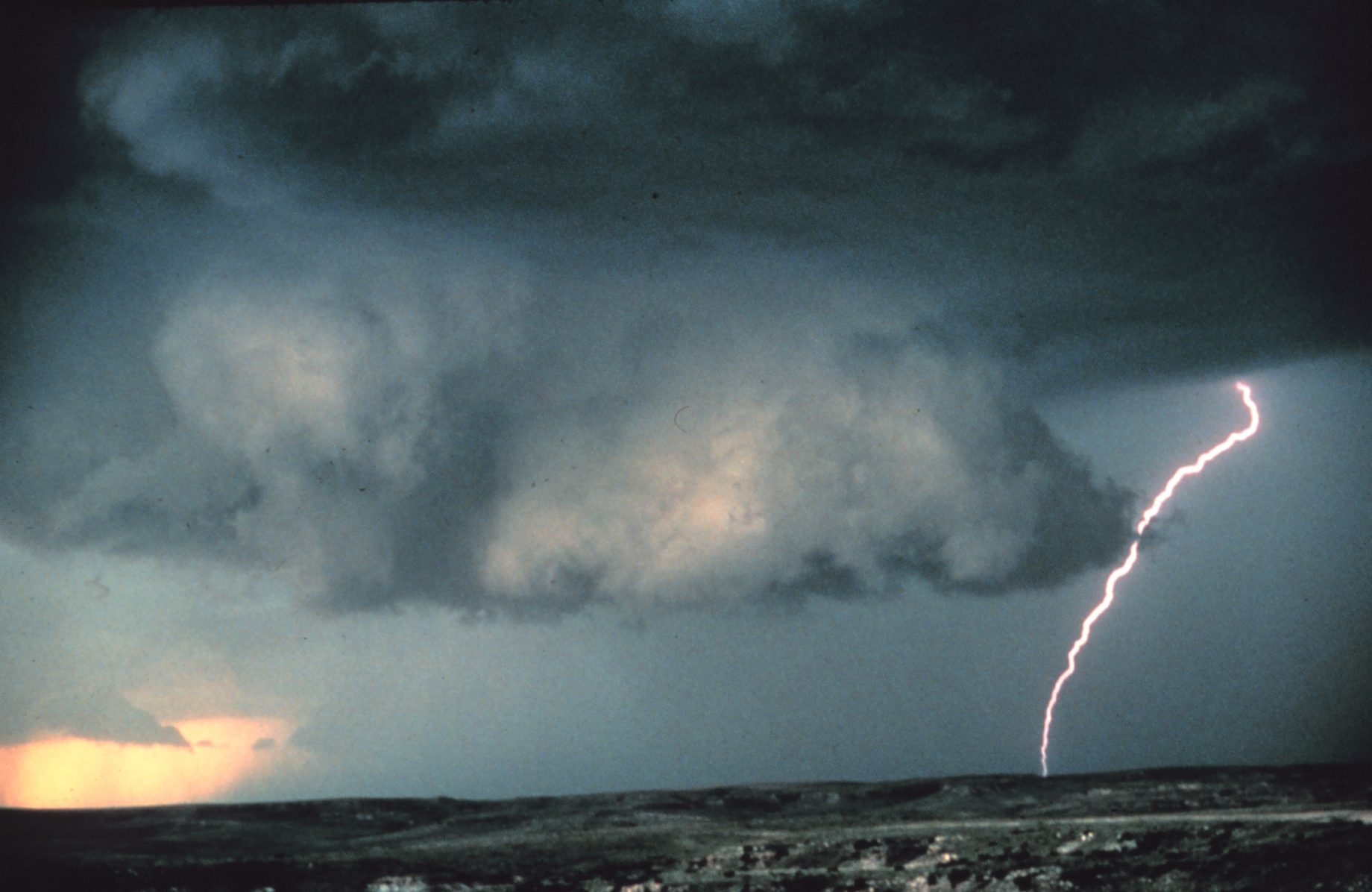
雷を伴って発達し、異様な形をした積乱雲。このような天候が竜巻を引き起こしうる。

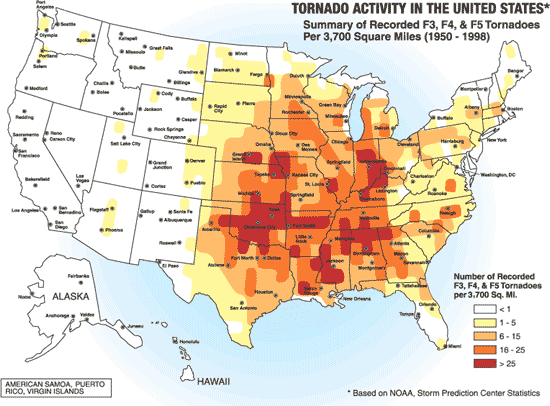
アメリカ各地のF3以上の竜巻の発生頻度。南部や中西部で高く、西部やアラスカ・ハワイ州では少ない。

竜巻の発生過程に関する研究は、着実に解明が進んでいるものの、未解明の部分も残されている。

### スーパーセルとメソサイクロン
強い竜巻は多くの場合、スーパーセル（Supercell）または親雲と呼ばれる発達した積乱雲や積雲に伴って生じることが分かっている。なお後述の通り、スーパーセルを伴わない竜巻の発生事例も少数ながら報告されている。
スーパーセルの中心部や周辺部には、上昇気流の領域と下降気流の領域がある。下降気流の領域では集中豪雨が降っている。この雨は、大気中や地上で蒸発する際に大気から気化熱を奪い大気の下層を冷やすとともに、自身の重さで大気を押し下げて、下降気流を増強する働きがある。これにより下降気流が維持されて、雨が尽きるまでしばらくの間は降りつづける。豪雨に混ざって霰・雹が降ったり、豪雨の前後に激しい下降気流に伴うダウンバースト（down burst、下降噴流とも呼ぶ）が発生したりする。
上昇気流の領域では、下降気流により冷たくなった空気の層の上を、暖かく湿った空気が乗り上げるようにして上昇することで上昇気流が発生している。上昇気流は積乱雲や積雲が発達するのに不可欠な空気の対流活動であり、地上付近から上空10 - 15キロメートル付近の対流圏界面へと空気が上昇していく過程で、空気に含まれた水蒸気が凝結して雲を作る。
このような環境の下では、重く冷たい下降気流の部分に比べて、軽く暖かい上昇気流の部分の気圧が低くなり、上昇気流の部分を中心として、低気圧と同じ方向（北半球では反時計回り、南半球では時計回り）に気流が渦を巻いて回転し始める。すると、メソサイクロン（Mesocyclone、メソロウとも呼ぶ）と呼ばれる小規模（水平距離が数キロメートルから数十キロメートルほど）の低気圧ができる。
メソサイクロンの周囲を回転する空気には遠心力が掛かり渦の外側に引っ張られるため、中心部の空気が薄くなって気圧が下がる。一方気圧が下がることで、気圧傾度力が働いてさらに周囲の空気を巻き込む。また、この規模の渦には地球の自転に起因するコリオリ力という力も働くため、気圧傾度力・遠心力・コリオリ力の3つの力が均衡して、低気圧としての気流の循環を維持している（このタイプの風を傾度風という）。

### 竜巻の発生
メソサイクロンの中では、「上昇気流の領域」や「下降気流の領域」自体も回転している。下降気流は回転しつつ周囲に向かって流れ出しているが、この気流と南東の風とがぶつかると、ガストフロント（Gust front）と呼ばれる、寒冷前線に類似した気流の衝突面が形成される。ガストフロントは、主に強い下降気流さえあれば発生しうる現象であり、スーパーセル以外の発達した積乱雲でも発生することがある。
ガストフロントの先端である前線面は、冷たい下降気流と暖かく湿った上昇気流が衝突している。気流の衝突によって、この前線面では大きな風速差や気流の乱れが生じる。これをウインドシアという。ウインドシアのある状況下では、小規模で短命な気流の渦が多数、現れては消えることを繰り返す。このような多数の渦のうち、ごく少数の渦が発達して上昇気流と結びついて、竜巻に成長するのではないかと考えられている。
ただ、「竜巻のもと」となるこの渦の発達のきっかけについては、詳しく解明されていない部分が多く、現在も気象学や流体力学の観点から研究が続けられている。
現在のところ、発達のきっかけとして、「上昇気流が急激に強まること」だという説がある。スーパーセル内でメソサイクロンが発達して中心部の大気中層の気圧が下がると、その下の大気下層では上向きの気圧傾度力が強まって、上昇気流が急激に強まる。この上昇気流と前述の小規模で短命な渦が重なると、渦に対して上向きの吸引力が働き、収束によって渦の幅が狭まると同時に風速も増し、コンパクトで強力な渦が形成されて竜巻となる という考え方である。このような条件は、メソサイクロンの気流が回転している中心部にできやすいが、これはレーダーや衛星画像で見たスーパーセルの雲の位置的な中心とは異なるため、スーパーセルの雲の端のほうに竜巻ができることも珍しくない。
スーパーセル以外の積乱雲の場合、上昇気流が強まる要因はあまりなく、ウインドシアによって偶然、水平方向に回転する渦が発達すると竜巻になると考えられている。そのため、竜巻の発生域は限られており、発生頻度も低く、勢力もスーパーセルよりは劣るものが多い。ただ、スーパーセルでなくとも被害をもたらすような竜巻は実際に発生しており、同様に注意が必要である。

### 竜巻の特徴
竜巻は、雲底からゾウの鼻状に垂れ下がる漏斗雲を伴うことが知られている。これは竜巻に巻き込まれた空気中の水蒸気が急激な気圧低下により凝結して生じる。従って、空気が乾燥していたり竜巻が弱い場合は漏斗雲を伴わないことも珍しくないうえ、夜間や豪雨中に発生した場合は漏斗雲を確認できないことも多い。
竜巻は多くの場合、下層に存在している潜在的な渦が上昇気流に引き伸ばされて、上下に伸長することでコンパクトかつ強力な渦へとなったものである。
他方、竜巻の雲（漏斗雲）は大抵の場合、親雲の下端である数百メートルの上空から地上付近にまで延びる。膨張・冷却されて凝結して水滴が形成されるため、より湿度が高く気温が低い上空から下のほうへと発達していくことが原因だと説明される。
普通の風（=傾度風）は気圧傾度力とコリオリ力、遠心力の三者が釣り合って吹くことが知られているが、竜巻の場合は水平スケールでの規模が極端に小さいため、気圧傾度力と遠心力のみを考慮した旋衡風の考え方が適用できる。すなわちコリオリ力を考えなくても良いため、竜巻には時計回り・反時計回りの両方が存在している。ただし、メソサイクロンを伴う竜巻の場合、メソサイクロンと同じく北半球では反時計回り、南半球では時計回りが多い。
また、竜巻の進行方向は、親雲の移動方向に左右される部分が大きく、北半球では北～北東～東、南半球では南～南東～東の方向に移動する傾向がある。ただし、台風とは異なり、大きく蛇行したり、規則性のない進路をとる竜巻も多い。
通常は親雲から1個の竜巻が発生するだけであるが、時に発生要因が揃った状態が長く持続すると、最初の竜巻が消滅した後に第2第3の竜巻が続けて出来ることもある。特にアメリカ大陸ではこうした連続発生がしばしば見られ、6個連続で発生したこともある。

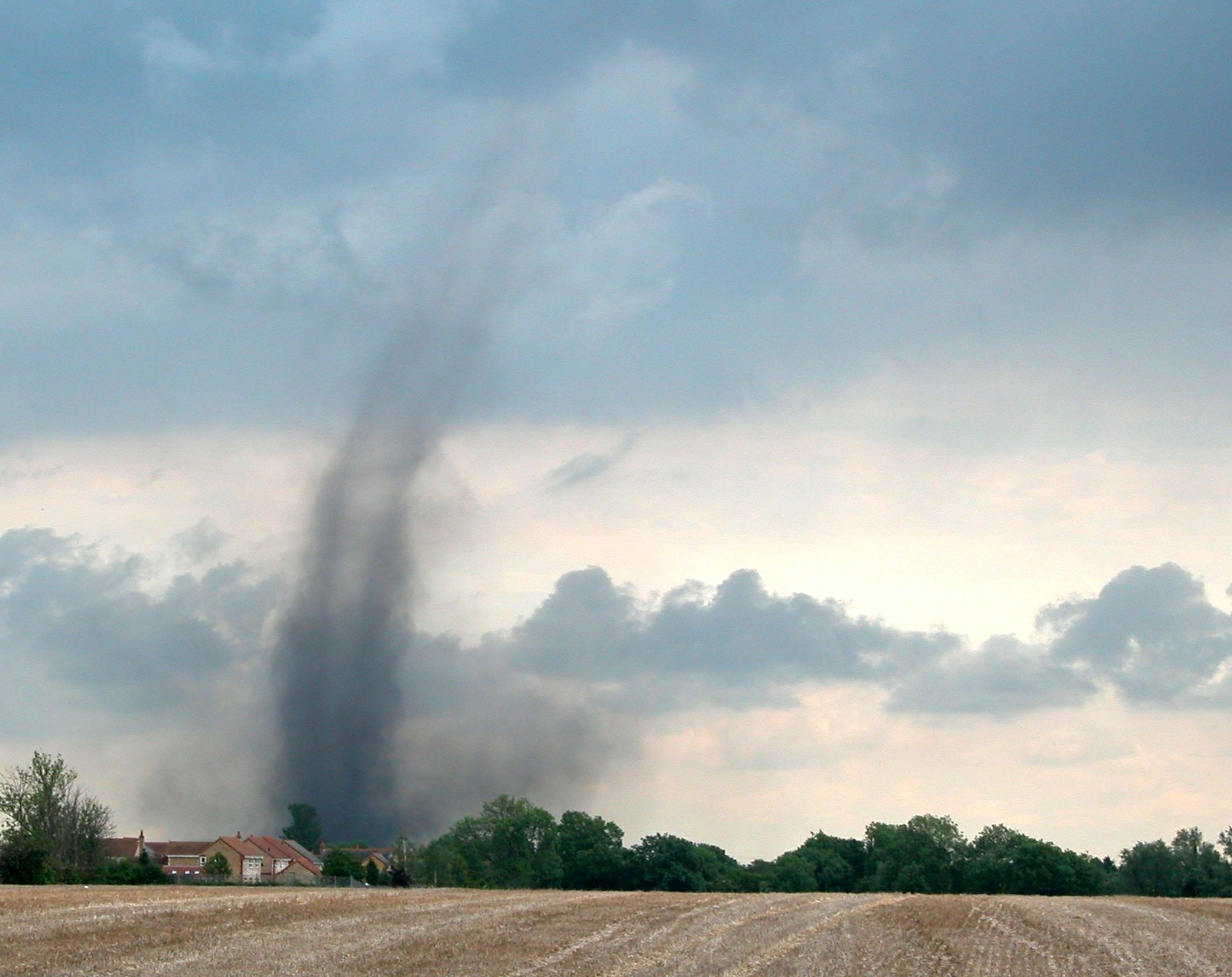
漏斗雲を伴わず、巻き上げた土などが渦を巻いているだけの竜巻もある。
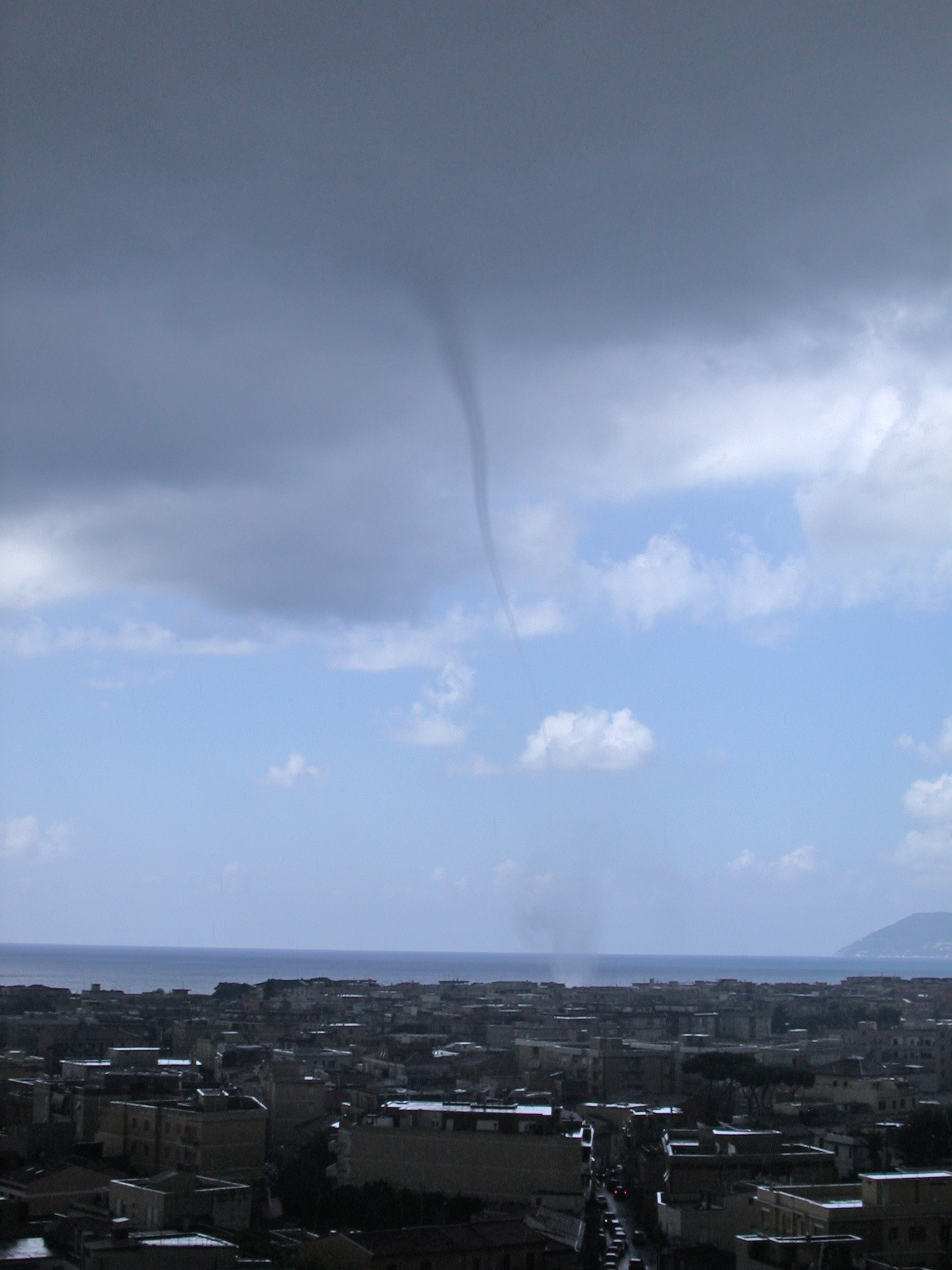
遠くの竜巻は不明瞭で、接近するまで気がつかない場合がある。
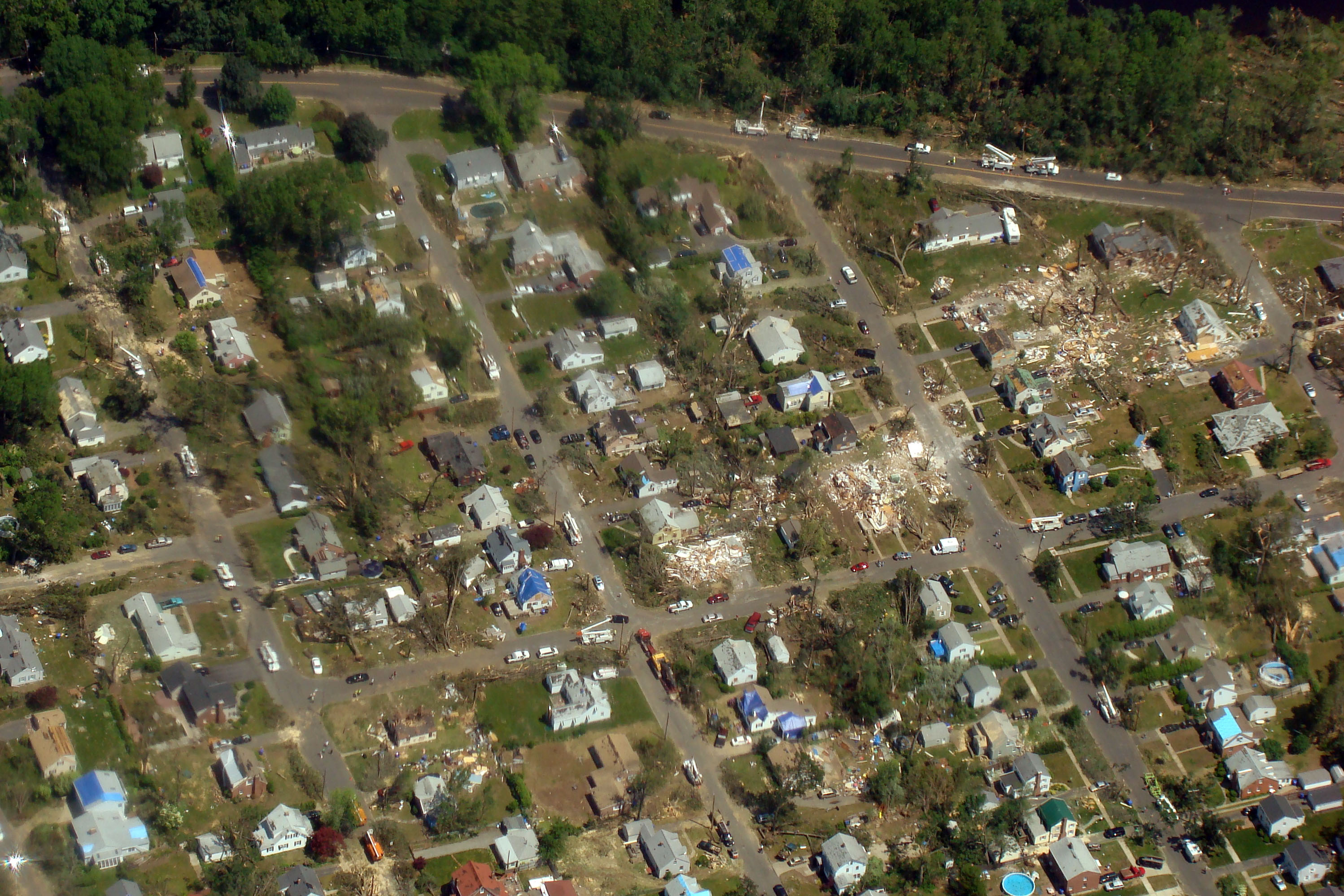
竜巻の被害は細長く分布するという特徴がある。

### 竜巻の発生しやすい天候
ガストフロント、ウインドシアといった竜巻の発生要因が揃うことが多い状況には、以下のようなものがある。
- 熱帯低気圧の通過時 - スパイラル・バンド（レインバンド/らせん状降雨帯）やアウターレインバンド（外縁部降雨帯）などの発達した積乱雲の近辺で発生し、低気圧の中心よりも東側に多く発生する。日本では台風の接近に伴って竜巻が多発することが多い。
- 温帯低気圧（熱帯低気圧以外の低気圧）・寒冷前線・停滞前線の通過時 - 発達した積乱雲の近辺で発生し、前線については前線の近辺で多く発生する。ただ、スコールラインといって前線から離れた所に発生する例もある。
- 大気不安定時 - 上空への寒気や乾燥した空気の流入、下層への暖湿流の流入など。特に上空への移流によるものは一般的に目にする地上天気図では確認できず、高層天気図を見る必要がある。

### 竜巻の発生地域

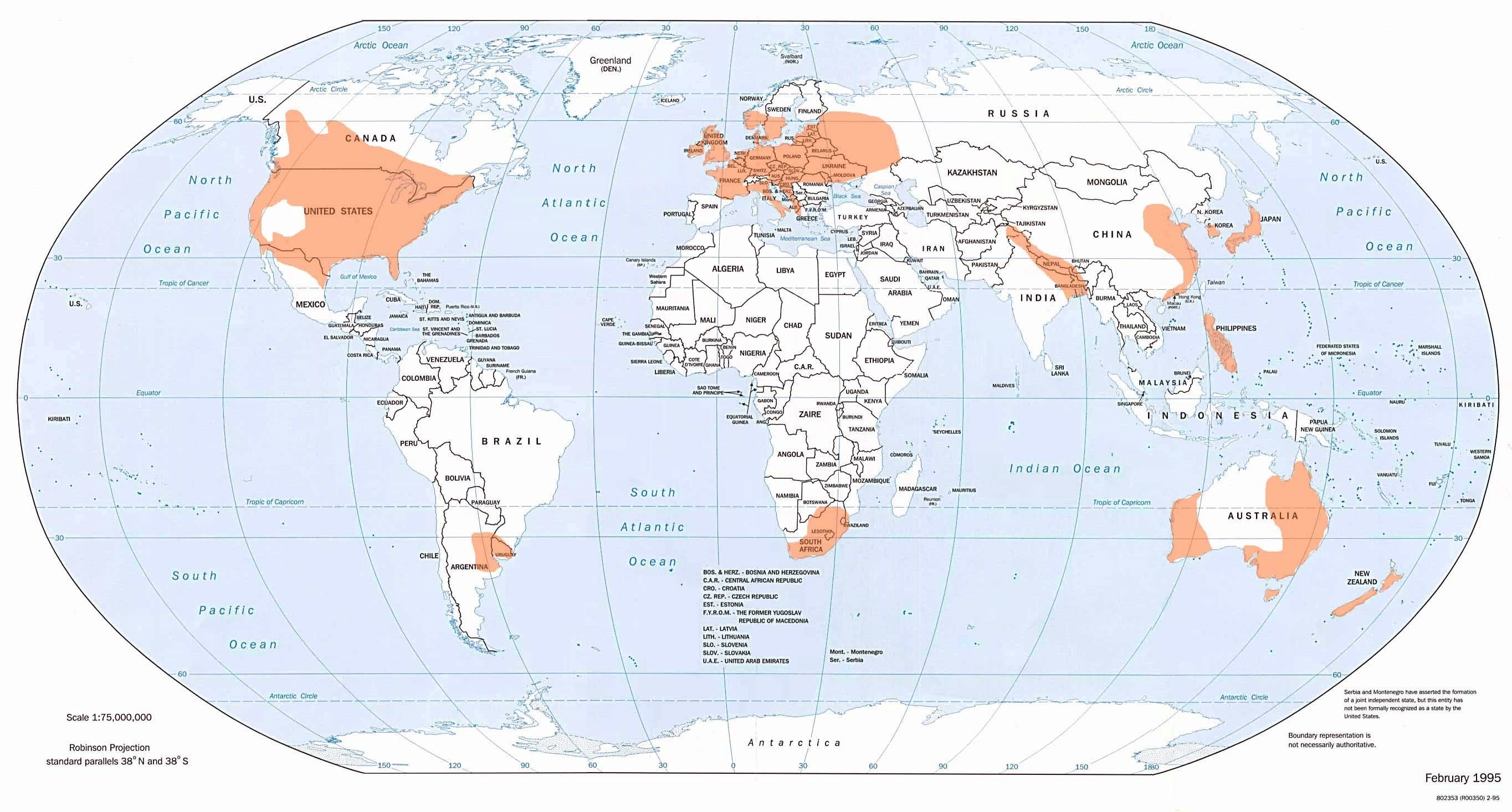
世界の竜巻多発地帯（1995年、NCDCによる）

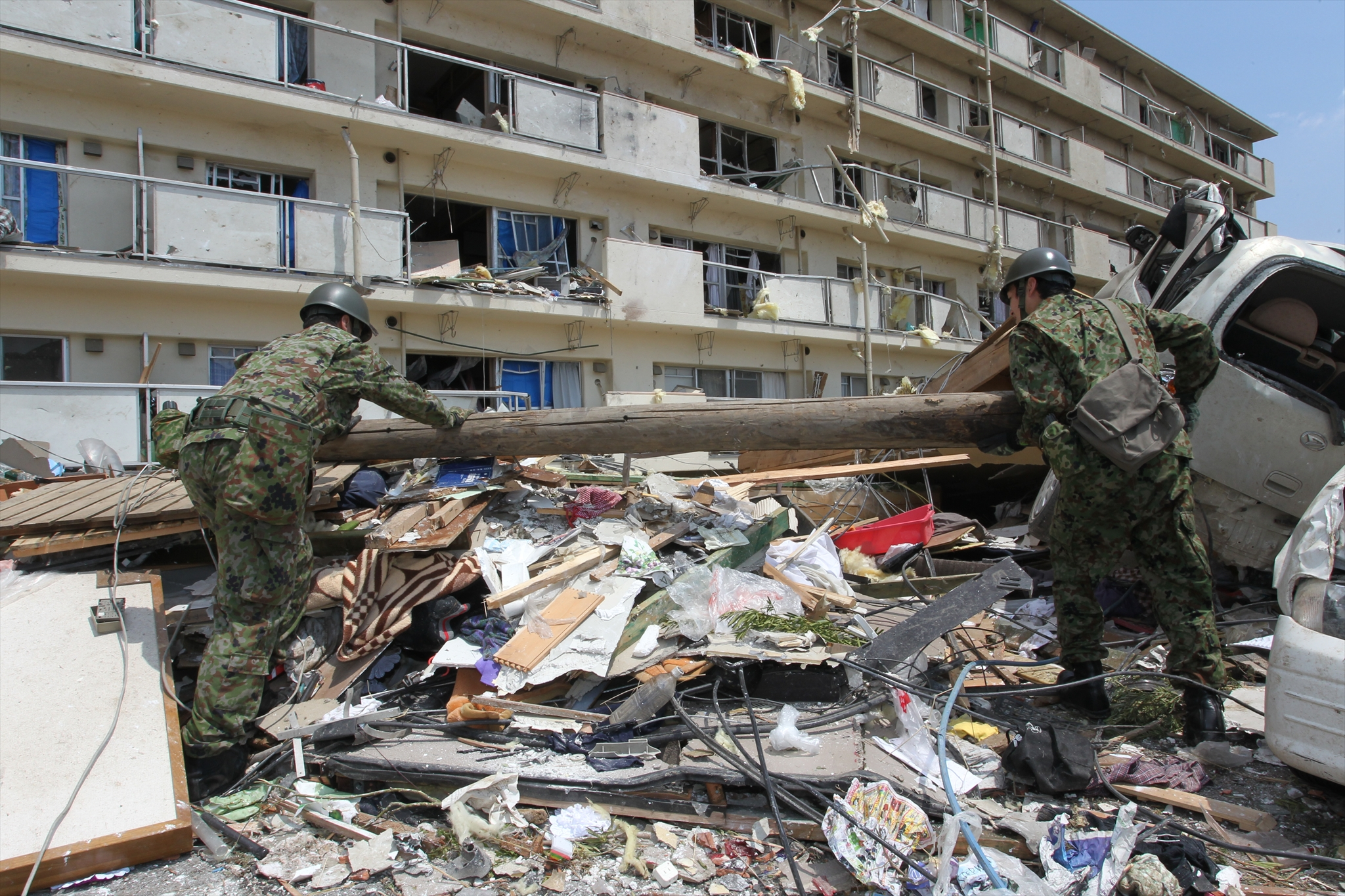
つくば市竜巻災害（2012年に日本で発生）

アメリカ合衆国では、年間1000個前後の竜巻が発生し、50人程度が亡くなっている。世界の竜巻の8割がアメリカで発生しているとする文献もある。これはほかの地域に比べて特に多く、その中でも特に竜巻被害の多い同国中部は竜巻街道と呼ばれている。
アメリカでの被害が際立って多いのは、竜巻の発生数に対する勢力の強い竜巻の割合が非常に多いためであるが、アメリカで発生する竜巻がなぜ勢力が強くなりやすく、かつ連続で発生しやすいかについては解明されていない。
アメリカの他には、南アジア、フィリピン、東アジア、ニュージーランド、オーストラリア西部・東部、カナダ南部、メキシコ北部、南アメリカ東部、ヨーロッパ、南部アフリカなど、中緯度の温帯地方を中心に発生数が多い。温帯での発生が多い理由としては、亜寒帯低圧帯にあって暖気と寒気の衝突する前線で対流性降雨が多いことと、低気圧・高気圧の交互通過やジェット気流などが原因で高度によって風向風速が異なることが多いため気流の回転が生じやすいことが挙げられる。世界の竜巻多発地帯は降水に恵まれた農業地帯に一致していて、災害につながる竜巻をもたらす低気圧などが、他方では豊かな降水をもたらしていることを示している。
日本での竜巻の年間発生数は20個程度、気象庁の統計（1991 - 2006年）では年間平均約13件だが、単位面積当たりに換算すると1万平方キロメートルあたり0.3 - 0.5個で、同じく1万平方キロメートルあたり0.8個のアメリカの半分 - 3分の1程度であって極端な差ではない。気象庁の観測記録では、日本で発生する竜巻は、記録されているものに限れば最大でF1～F2のものが時々発生し、数年に一度F3クラスが発生するくらいの頻度と考えられている。なお、竜巻の年間発生数は毎年の変動幅が広く、集計方法の変化などの要因もあって、日本国内では増加・減少といった傾向は断定できていない。参考として日本の事例に限った気象庁の統計によると、季節別では比較的暖かい夏から秋にかけての発生率が高く9月や10月が特に多い。また時間帯別では太陽が出ている日中の方が発生率が高く特に正午ごろから日没にかけての時間帯に多い。
日本国内では、1991年から2008年までの18年間の気象庁の観測データによれば、北陸地方から東北地方にかけての日本海沿岸、関東平野、東海地方、沖縄県などの発生がやや多いものの、全体としては日本全国のほとんどの地域で竜巻の発生が観測されている。

## 規模の指標

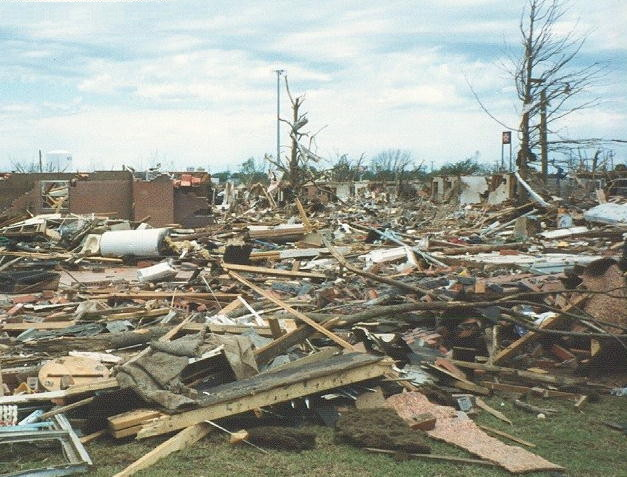
F4の竜巻の被害例

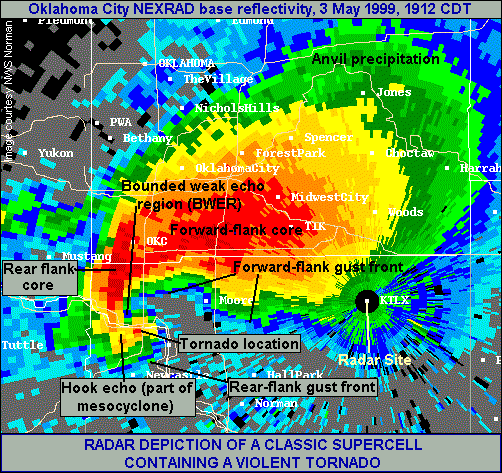
アメリカオクラホマシティの気象レーダー画像。左下のフック状になっている部分で竜巻が発生した（1999年5月3日）。

一般的に、強風被害を定量的に表す指標としては最大風速や最大瞬間風速が用いられる。しかし、竜巻の場合はその指標を観測している観測所を通過する確率が非常に低く、主に被害から推定することしかできない。そのため、いくつかの指標が考案されてきた。現在では、藤田スケール（Fスケール）が広く用いられているほか、TORROスケールなども用いられている。

### 藤田スケール
藤田哲也・シカゴ大学名誉教授が1971年に提唱したFujita-Pearson Tornado Scale（通称：F-Scale、藤田スケールとも）が、竜巻の規模を表す数値として国際的に広く用いられている。ただし、藤田スケールにおける風速に対応する想定被害と実際の被害とのズレが問題となったため、アメリカではこれを改良した改良藤田スケール（EF-Scale）が2007年から使用されている。

### TORROスケール
イギリスでは、ビューフォート風力階級を基に竜巻・暴風研究機構（TORRO）の考案したTORRO tornado intensity scale（T-scale, TORRO scale）が用いられる。T0からT11の12段階。T0は風力8～9、T11は風力30以上に相当する。

## 竜巻への対策
竜巻は、発生のメカニズムならびに発達のきっかけが詳しく解明されていないことや、発生時間が短く急激に発達・衰退する局地現象であることから、現在のところ正確な進路予測及び発生予知が非常に難しい、という問題を抱えている。また、竜巻の解明に寄与すると考えられる竜巻内部の観測は、非常に危険であるためほとんど行われていない。アメリカでは歴史上たびたび竜巻による壊滅的な被害を受けた例があるため、アメリカを中心として竜巻研究及び対策が進められている。現在、アメリカ中部は竜巻の警報体制や防災設備が世界で最も進んでいる。

### 観測・警告
竜巻はその規模の小ささや活動期間の短さから、
1. （総観スケールの）天気図作成を通した広域的な気圧配置・気温湿度分布の観測・予測
2. （メソスケールの）数キロメートルメッシュ程度の高精度レーダーによる数分～数十分間隔での雨や風の観測・予測

を組み合わせて行うのが主流となっている。発生地域の直前予測には、メソスケールのモデルに最新観測データを逐一入力して、数分～数十分後の雨・雲・風分布をリアルタイムで算出する方法が用いられている。
竜巻対策として、アメリカでは気象ドップラー・レーダーによる監視・警告システムが発達しており、NEXRADという100か所を超える規模の観測網を有している。メソサイクロンの回転している雲の中では雲を構成する水滴や雨粒も高速で回転しているが、ドップラー・レーダーはこれを利用して風速を観測できる。
また、地上観測点やレーダーによる短い間隔でのリアルタイム観測により短時間の数値予報を行い、回転性の気流や上昇気流の発生確率・強度など複数の大気安定度指標を算出することで定量的に竜巻の発生を予測する手法がある。
竜巻の予兆を常時監視する手法としては、数値予報による大気安定度指標とドップラー・レーダーを併用したものが広く用いられている。
ドップラー・レーダーや解像度の高い降雨レーダーでは、発達したスーパーセルを観測するとフックの形をしたフックエコー（Hook echo）という特徴的なエコー画像が発見されることがある。フックエコーは竜巻周辺において強い上昇気流によって降雨・降雹が弱まることで生じる。フックエコーが見られた場合はその部分で竜巻が発生する可能性が強く、発生直前（数十分前）に竜巻への警戒を呼びかける目安となる。また、スーパーセル以外の要因で発生する竜巻の場合は、特徴的なボウエコー（Bow echo）やデレチョ（Derecho）と呼ばれるエコー画像が発見される場合が多い。
アメリカでは嵐などの悪天候を専門に管轄するStorm Prediction Center（SPC）が設置されており、竜巻などの突風の発生確率の予測が行われている。予報文において"Particularly dangerous situation（PDS、「特に危険な状況」の意）"が付加されたときは竜巻に対して注意が必要とされ、Tornado watch（竜巻注意報、竜巻監視）、Tornado warning（竜巻警報）の2段階の警報があり、ごく稀に猛烈な竜巻被害が切迫しているときにはTornado emergency（竜巻緊急事態）が出されることもある。カナダにもこれに準じた警報システムがある。また、民間企業等が自前の観測網を持っていて、レーダー等を搭載した車などで竜巻の近傍で直接観測を行うような「トルネードハンター（Tornado Hunter）」と呼ばれる者もいる。
これ以外の多くの地域では、竜巻注意報や竜巻警報という明瞭な形での情報提供は無く、気象情報などで「荒天に注意」「突風が発生しやすい」といった情報が、竜巻に関する情報に最も近い。

#### 竜巻注意情報
日本では、竜巻による甚大な被害が少なく他の気象災害に比べて予報の必要性が低かったこと、変化が激しくリアルタイムで出さなければならない竜巻予報を正確に求めて迅速に広く伝える方法が乏しかったことなどから、竜巻や突風に関する予報や警報が整備されていなかった。しかし1990年代以降、特に2000年代中盤の竜巻被害多発を受けて、ドップラー・レーダーや監視・警告システムの導入が始められており、2008年3月から気象庁の防災気象情報の中で「竜巻注意情報」の発表が開始された。また2010年5月から、竜巻等の突風の発生確率を詳細に予測し警戒を呼びかける竜巻発生確度ナウキャストの発表が開始された。
竜巻注意情報は、竜巻発生確度ナウキャストにおいて確率の高い発生確度2となった地域に発表される（現在は46都府県別地域と北海道8地域 に区別しているが、2016年12月15日正午より天気予報と同じ細分で情報が発せられる）。現在の予測技術の限界から、竜巻注意情報の「有効期限は約1時間」とされ、時間的余裕は短い。また、市民への周知方法はまだ試行的段階にある。テレビ・ラジオでは、NHK総合テレビでは警報同様に画面上部にテロップで表示、ラジオ第1とFMでは番組に割り込む形で放送され、民放の例として関西テレビでは通常の気象速報と同様にテロップで表示し「この情報は○時○分まで有効です。」との付記を行っている。他の周知方法として、民間気象会社、通信事業者、自治体などの一部では、登録した利用者に災害情報メールなどを一斉送信するサービスに竜巻注意情報を含めているところがある。多くの自治体では全国瞬時警報システムと連動した市町村防災行政無線固定系による一斉放送で警戒を促す。
竜巻の予報に関する注意点として、以下のようなことが挙げられる。
- 予測精度を保つため、数十分後～3時間後程度の短時間予測が中心である（1日後などの長時間予測では、広域的に「大気の不安定による突風」に注意を呼び掛けることしかできない）。
- 長時間予測で突風の危険が高い時間帯に速報に留意し、短時間予測による注意報などの速報が出たら対策を行う、などの2段構えの対策が必要（例：前日夜～当日朝発表の当日天気で「突風のおそれ」を確認した上で留意しながら、雷注意報や竜巻注意情報が発表されたら警戒を強める）。
- 大雨や集中豪雨などの災害に比べて発生の予測が難しい。竜巻注意情報のうち、観測された突風に対する捕捉率は2割、情報発表件数に対する的中率は1割弱にとどまっている（2008 - 2009年[14]）。また、2014年6月14日に秋田県三種町で竜巻が観測された[15]際には、同県には竜巻注意情報は発表されていなかった。

### 竜巻の予兆・前兆
竜巻対策は即時性が求められるため、専門家のアドバイスや公的機関による情報提供だけではなく、竜巻の通過直前に見られる現象から危険を察知し、避難を行うことも重要だとされている。
まず、日中の目視可能な時間帯であれば、真っ黒な雲や暗緑色に近い雲が現れる、低く垂れ下がった雲や壁のような雲など不気味な形の雲が上空低い所に現れる、空が急に暗くなる、などの予兆がみられることがある。また、風が急に強くなる、風向が急に変わる、雹が降る、木の葉・枝・建物の残骸・土・砂といった飛散物が上空を飛んでいたり自分の周りに降ってくる、といった予兆もある。
竜巻の接近によって気圧が急降下・急上昇すると、キーンという音や耳鳴りといった耳の異常を感じることがあるほか、激しい気流の渦に伴う轟音、飛散物の衝突に伴う衝撃音などもある。
雷も、竜巻の発生しやすい気象条件であることを示しているが、頻度からすれば関連性はあまり強くない。

### 避難と被害防止
猛烈な風は、窓ガラスを割り、板やコンクリートなどの建材を崩し、木の枝を折った上、これらを猛スピードで飛散させる。また、勢力の強い竜巻は、大木を根元から吹き飛ばし、数百キログラム以上の車や構造物をひっくり返したりすることもある。これらの飛散物が、屋外のあらゆる物体や人に衝突して被害を発生させる。
屋内の場合、開いている窓は閉めてカーテンを閉め、窓から離れ、シャッターやドアを閉めるなどした上で、建物の地下や1階に移動し、壊れやすい部屋の隅から離れてできるだけ家の中心に近いところで、机などの下に身を潜めて頭を保護するのが適切な避難方法である。
屋外の場合、周りの飛散物に注意し、壊れて飛散しやすい車庫・物置やプレハブの建物、自動販売機の近く、橋の周囲は避け、鉄筋コンクリート等の頑丈な建物の中に避難するか、体が収まるような水路やくぼみに隠れて頭を保護するのが適切な避難方法である。風の影響を受けにくく窓がないことから、地下室が最も安全な避難場所とされている。
竜巻の常襲地域であるアメリカ中部・東部では、各家庭や公共の建物に地下室や竜巻避難用として堅固に作られた地下シェルターが普及していて、竜巻警報が出たら地下室に避難するという対応が市民に広く周知されている。日本ではこのような地下室はほとんど普及していない。

## 記録

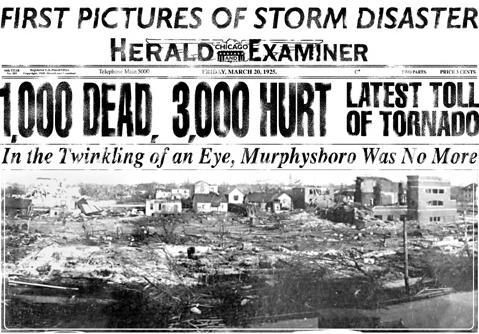
三州竜巻を伝えるアメリカ合衆国の新聞記事。三州竜巻は、世界で2番目に死者を多く出した竜巻であるほか、進んだ距離もトップクラスの長さであった。

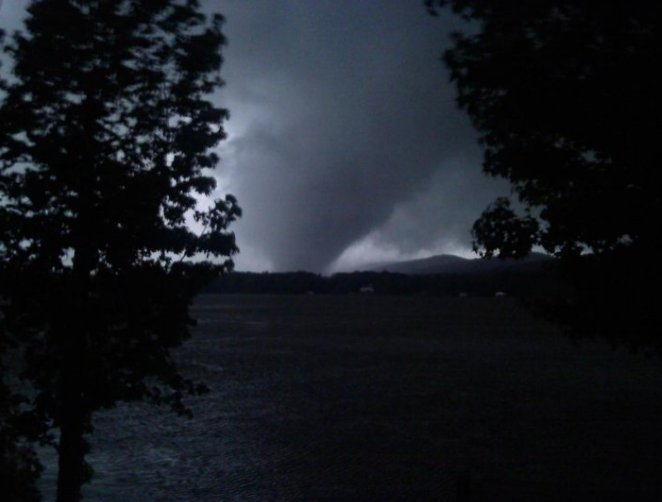
2011年にアメリカ合衆国で発生し、最大・最悪の竜巻のアウトブレイクとなったスーパーアウトブレイクで発生した竜巻の一つ。

### 歴史上死者最多
- 地球上:約1300人 (ダウラトプル・サトゥリア竜巻（英語版）);バングラデシュ・ダッカ管区マニクガンジ地区（英語版）、1989年4月26日[18]。
- 北アメリカ: 695人 (三州竜巻（英語版）);アメリカ合衆国ミズーリ州、イリノイ州、インディアナ州、1925年3月18日[19]。
- ヨーロッパ: 600人以上 (グランドハーバー竜巻（英語版）);マルタ・マルタ島バレッタ、1551年または1556年の9月21日(出典により異なる)[20]。
- 南アメリカ: 63人;アルゼンチン・サンタフェ州サン・フスト郡（英語版）サン・フスト（英語版）、1973年1月10日[21]。
- オーストラリア: 3人;オーストラリア・クイーンズランド州サウス・イースト・クイーンズランド地方サンシャイン・コースト地域ヌーサ地区キンキン（英語版）、1971年8月14日[22]。

### アウトブレイク
- 最大・最悪:スーパーアウトブレイク (2011年)（英語版）:24時間に207個の竜巻が発生したことが確認され、アウトブレイクの間の合計では337個の竜巻が確認された。アメリカ合衆国で、6州に被害を及ぼし、11個が改良藤田スケールでEF4、4個がEF5に分類された[23]。348人死亡（うち24人は間接的）[24]。